# 2714 Мати
2714 Мати (2714 Matti) је астероид главног астероидног појаса чија средња удаљеност од Сунца износи 2,243 астрономских јединица (АЈ).
Апсолутна магнитуда астероида је 13,4.